# هری استاکول
هری استاکول (انگلیسی: Harry Stockwell؛ ‏ ۲۷ آوریل ۱۹۰۲ – ۱۹ ژوئیهٔ ۱۹۸۴) بازیگر و خواننده اهل ایالات متحده آمریکا بود. وی بین سال‌های ۱۹۳۵ تا ۱۹۷۳ میلادی فعالیت می‌کرد.

## گزیده فیلمشناسی
- ترانه ۱۹۳۶ برادوی (۱۹۳۵)
- گروه موسیقی وارد می‌شود (۱۹۳۵)
- در گرداگرد شهر (۱۹۳۷)
- سفیدبرفی و هفت کوتوله (۱۹۳۷)
- راپسودی در بلو (فیلم) (۱۹۴۵)